# Basketbal op de Olympische Zomerspelen 2004

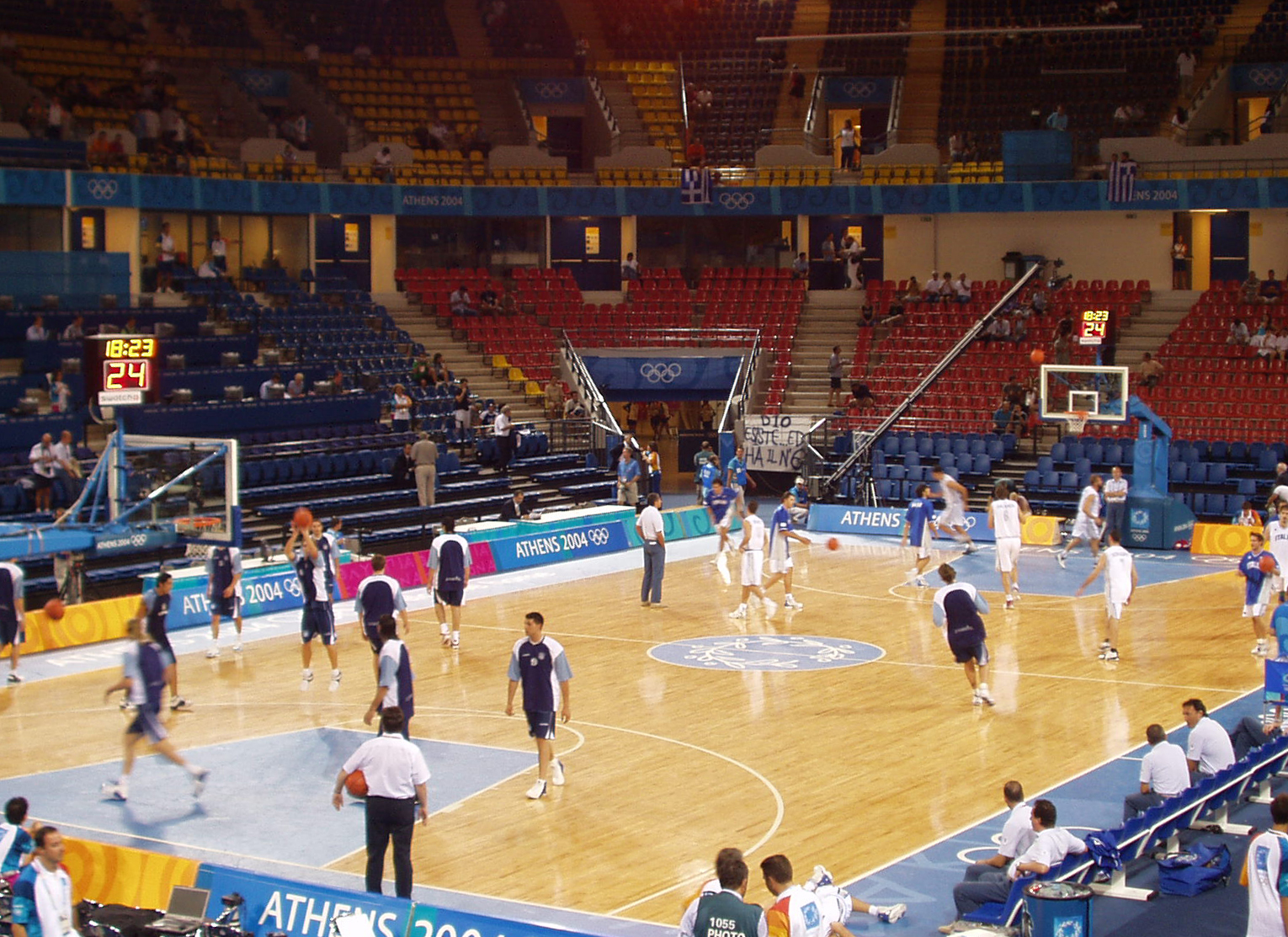

Basketbal is een van de sporten die beoefend werden tijdens de Olympische Zomerspelen 2004 in Athene, Griekenland. De voorrondes van het basketbaltoernooi werden afgewerkt in het indoorstadion van het Helliniko Olympisch Complex. De fases na de voorrondes werden afgewerkt in het indoorstadion van het Athene Olympisch Sporten Complex.

## Mannen

### Voorronde

#### Groep A
| Datum       | Tijd  | Land                 | Score   | Land                 |
| ----------- | ----- | -------------------- | ------- | -------------------- |
| 15 augustus | 11:15 | Italië               | 71 - 69 | Nieuw-Zeeland        |
| 15 augustus | 14:30 | China                | 58 - 83 | Spanje               |
| 15 augustus | 16:45 | Argentinië           | 83 - 82 | Servië en Montenegro |
| 17 augustus | 9:00  | Nieuw-Zeeland        | 62 - 69 | China                |
| 17 augustus | 16:45 | Servië en Montenegro | 74 - 72 | Italië               |
| 17 augustus | 20:00 | Spanje               | 87 - 76 | Argentinië           |
| 19 augustus | 9:00  | Servië en Montenegro | 87 - 90 | Nieuw-Zeeland        |
| 19 augustus | 11:15 | Italië               | 63 - 71 | Spanje               |
| 19 augustus | 20:00 | Argentinië           | 82 - 57 | China                |
| 21 augustus | 11:15 | Spanje               | 76 - 68 | Servië en Montenegro |
| 21 augustus | 14:30 | Nieuw-Zeeland        | 94 - 98 | Argentinië           |
| 21 augustus | 16:45 | China                | 59 - 89 | Italië               |
| 23 augustus | 9:00  | Spanje               | 88 - 84 | Nieuw-Zeeland        |
| 23 augustus | 16:45 | Servië en Montenegro | 66 - 67 | China                |
| 23 augustus | 20:00 | Italië               | 76 - 75 | Argentinië           |

| Groep A |                      |             |             |             |            |            |            |        |
| #       | Land                 | Wedstrijden | Wedstrijden | Wedstrijden | Doelpunten | Doelpunten | Doelpunten | Punten |
| #       | Land                 | G           | W           | V           | V          | T          | Saldo      | Punten |
| 1       | Spanje               | 5           | 5           | 0           | 405        | 349        | 56         | 10     |
| 2       | Italië               | 5           | 3           | 2           | 371        | 341        | 30         | 8      |
| 3       | Argentinië           | 5           | 3           | 2           | 414        | 396        | 18         | 8      |
| 4       | China                | 5           | 2           | 3           | 303        | 382        | −79        | 7      |
| 5       | Nieuw-Zeeland        | 5           | 1           | 4           | 399        | 413        | −14        | 6      |
| 6       | Servië en Montenegro | 5           | 1           | 4           | 377        | 388        | −11        | 6      |

#### Groep B
| Datum       | Tijd  | Land             | Score    | Land             |
| ----------- | ----- | ---------------- | -------- | ---------------- |
| 15 augustus | 9:00  | Angola           | 73 - 78  | Litouwen         |
| 15 augustus | 20:00 | Puerto Rico      | 92 - 73  | Verenigde Staten |
| 15 augustus | 22:15 | Griekenland      | 76 - 54  | Australië        |
| 17 augustus | 11:15 | Australië        | 83 - 59  | Angola           |
| 17 augustus | 14:30 | Litouwen         | 98 - 90  | Puerto Rico      |
| 17 augustus | 22:15 | Verenigde Staten | 77 - 71  | Griekenland      |
| 19 augustus | 14:30 | Verenigde Staten | 89 - 79  | Australië        |
| 19 augustus | 16:45 | Puerto Rico      | 83 - 80  | Angola           |
| 19 augustus | 22:15 | Griekenland      | 76 - 98  | Litouwen         |
| 21 augustus | 9:00  | Australië        | 82 - 87  | Puerto Rico      |
| 21 augustus | 20:00 | Litouwen         | 94 - 90  | Verenigde Staten |
| 21 augustus | 22:15 | Angola           | 56 - 88  | Griekenland      |
| 23 augustus | 11:15 | Litouwen         | 100 - 85 | Australië        |
| 23 augustus | 14:30 | Verenigde Staten | 89 - 53  | Angola           |
| 23 augustus | 22:15 | Griekenland      | 78 - 58  | Puerto Rico      |

| Groep B |                  |             |             |             |            |            |            |        |
| #       | Land             | Wedstrijden | Wedstrijden | Wedstrijden | Doelpunten | Doelpunten | Doelpunten | Punten |
| #       | Land             | G           | W           | V           | V          | T          | Saldo      | Punten |
| 1       | Litouwen         | 5           | 5           | 0           | 468        | 414        | 54         | 10     |
| 2       | Griekenland      | 5           | 3           | 2           | 389        | 343        | 46         | 8      |
| 3       | Puerto Rico      | 5           | 3           | 2           | 410        | 411        | −1         | 8      |
| 4       | Verenigde Staten | 5           | 3           | 2           | 418        | 389        | 29         | 8      |
| 5       | Australië        | 5           | 1           | 4           | 383        | 411        | −28        | 6      |
| 6       | Angola           | 5           | 0           | 5           | 321        | 421        | −100       | 5      |

### Kwartfinales
| Datum       | Tijd  | Land        | Score    | Land             |
| ----------- | ----- | ----------- | -------- | ---------------- |
| 26 augustus | 14:30 | Spanje      | 94 - 102 | Verenigde Staten |
| 26 augustus | 16:45 | Litouwen    | 95 - 75  | China            |
| 26 augustus | 20:00 | Italië      | 83 - 70  | Puerto Rico      |
| 26 augustus | 22:15 | Griekenland | 64 - 69  | Argentinië       |

### Plaatsingsronde

#### 11e en 12e plaats
| Datum       | Tijd  | Land                 | Score   | Land   |
| ----------- | ----- | -------------------- | ------- | ------ |
| 24 augustus | 14:30 | Servië en Montenegro | 85 - 62 | Angola |

#### 9e en 10e plaats
| Datum       | Tijd  | Land          | Score   | Land      |
| ----------- | ----- | ------------- | ------- | --------- |
| 24 augustus | 16:45 | Nieuw-Zeeland | 80 - 98 | Australië |

#### 7e en 8e plaats
| Datum       | Tijd | Land  | Score   | Land   |
| ----------- | ---- | ----- | ------- | ------ |
| 28 augustus | 9:00 | China | 76 - 92 | Spanje |

#### 5e en 6e plaats
| Datum       | Tijd  | Land        | Score   | Land        |
| ----------- | ----- | ----------- | ------- | ----------- |
| 28 augustus | 11:15 | Puerto Rico | 75 - 85 | Griekenland |

### Halve Finales
| Datum       | Tijd  | Land       | Score    | Land             |
| ----------- | ----- | ---------- | -------- | ---------------- |
| 27 augustus | 20:00 | Italië     | 100 - 91 | Litouwen         |
| 27 augustus | 22:15 | Argentinië | 89 - 81  | Verenigde Staten |

### Bronzen Finale
| Datum       | Tijd  | Land     | Score    | Land             |
| ----------- | ----- | -------- | -------- | ---------------- |
| 28 augustus | 11:15 | Litouwen | 96 - 104 | Verenigde Staten |

### Finale
| Datum       | Tijd  | Land   | Score   | Land       |
| ----------- | ----- | ------ | ------- | ---------- |
| 28 augustus | 20:00 | Italië | 69 - 84 | Argentinië |

### Eindrangschikking
| Goud | Zilver | Brons | 4 |
| Argentinië Carlos Delfino Gabriel Fernández Manu Ginóbili Leonardo Gutiérrez Wálter Herrmann Alejandro Montecchia Andrés Nocioni Fabricio Oberto Pepe Sánchez Luis Scola Hugo Sconochini Rubén Wolkowyski                                                       | Italië Gianluca Basile Massimo Bulleri Roberto Chiacig Giacomo Galanda Luca Garri Denis Marconato Michele Mian Gianmarco Pozzecco Nikola Radulovic Alex Righetti Rodolfo Rombaldoni Matteo Soragna | Verenigde Staten Carmelo Anthony Carlos Boozer Tim Duncan Allen Iverson LeBron James Richard Jefferson Stephon Marbury Shawn Marion Lamar Odom Emeka Okafor Amar'e Stoudemire Dwyane Wade                         | Litouwen Vidas Ginevicius Sarunas Jasikevicius Robertas Javtokas Ksystofas Lavrinovicius Arvydas Macijauskas Dainius Salenga Ramunas Siskauskas Donatas Slanina Darius Songaila Saulius Stombergas Eurelijus Zukauskas Mindaugas Zukauskas |
| 5 | 6 | 7 | 8 |
| Griekenland Fragkiskos Alvertis Nikolaos Chatzivrettas Dimitrios Diamantidis Antonios Fotsis Michail Kakiouzis Dimosthenis Ntikoudis Lazaros Papadopoulos Theodoros Papaloukas Dimitris Papanikolaou Vasileios Spanoulis Konstantinos Tsartsaris Nikolaos Zisis | Puerto Rico Rick Apodaca Carlos Arroyo Elias Ayuso Eddie Casiano Christian Dalmau Sharif Fajardo Roberto Hatton Rolando Hourruitiner Jose Ortiz Peter Ramos Jorge Rivera Daniel Santiago           | Spanje Jose Manuel Calderon Jaume Comas Roberto Duenas Rodolfo Fernández Jorge Garbajosa Pau Gasol Iker Iturbe Carlos Jimenez Juan Carlos Navarro Felipe Reyes Oscar Yebra Rodrigo de la Fuente                   | China Mengke Bateer Zhu Fangyu Du Feng Yi Jianlian Zhang Jingsong Chen Ke Mo Ke Yao Ming Li Nan Guo Shiqiang Liu Wei Zhang Yunsong |
| 9 | 10 | 11 | 12 |
| Australië David Andersen Andrew Bogut C.J. Bruton Martin Cattalini Shane Heal Brett Maher Matt Nielsen John Rillie Paul Rogers Anthony Ronaldson Glen Saville Jason Smith                                                                                       | Nieuw-Zeeland Ed Book Dillon Boucher Craig Bradshan Pero Cameron Mark Dickel Paul Henare Phillip Jones Sean Marks Aaron Olson Kirk Penney Tony Rampton Paul Winitana                               | Servië en Montenegro Vule Avdalovic Dejan Bodiroga Zarko Cabarkapa Milan Gurovic Nenad Krstic Aleksandar Pavlovic Petar Popović Vladimir Radmanovic Igor Rakočević Vlado Šćepanović Dejan Tomašević Milos Vujanic | Angola Carlos Almeida Victor de Carvalho Olimpio Cipriano Walter Costa Joaquim Gomes Miguel Lutonda Eduardo Mingas Gerson Monteiro Abdel Moussa Victor Muzadi Angelo Victoriano Edmar Victoriano                                           |

## Vrouwen

### Voorronde

#### Groep A
| Datum       | Tijd  | Land        | Score    | Land        |
| ----------- | ----- | ----------- | -------- | ----------- |
| 14 augustus | 9:00  | Australië   | 85 - 73  | Nigeria     |
| 14 augustus | 16:45 | Japan       | 62 - 128 | Brazilië    |
| 14 augustus | 20:00 | Griekenland | 62 - 69  | Rusland     |
| 16 augustus | 11:15 | Nigeria     | 73 - 79  | Japan       |
| 16 augustus | 20:00 | Brazilië    | 87 - 75  | Griekenland |
| 16 augustus | 22:15 | Rusland     | 56 - 75  | Australië   |
| 18 augustus | 11:15 | Japan       | 78 - 97  | Australië   |
| 18 augustus | 16:45 | Griekenland | 83 - 68  | Nigeria     |
| 18 augustus | 20:00 | Brazilië    | 67 - 77  | Rusland     |
| 20 augustus | 9:00  | Rusland     | 94 - 71  | Japan       |
| 20 augustus | 20:00 | Australië   | 77 - 40  | Griekenland |
| 20 augustus | 22:15 | Nigeria     | 63 - 82  | Brazilië    |
| 22 augustus | 11:15 | Nigeria     | 58 - 93  | Rusland     |
| 22 augustus | 14:30 | Brazilië    | 66 - 84  | Australië   |
| 22 augustus | 16:45 | Griekenland | 93 - 91  | Japan       |

| Groep A |             |             |             |             |            |            |            |        |
| #       | Land        | Wedstrijden | Wedstrijden | Wedstrijden | Doelpunten | Doelpunten | Doelpunten | Punten |
| #       | Land        | G           | W           | V           | V          | T          | Saldo      | Punten |
| 1       | Australië   | 5           | 5           | 0           | 418        | 313        | 105        | 10     |
| 2       | Rusland     | 5           | 4           | 1           | 389        | 333        | 56         | 9      |
| 3       | Brazilië    | 5           | 3           | 2           | 430        | 361        | 69         | 8      |
| 4       | Griekenland | 5           | 2           | 3           | 353        | 392        | −39        | 7      |
| 5       | Japan       | 5           | 1           | 4           | 381        | 485        | −104       | 6      |
| 6       | Nigeria     | 5           | 0           | 5           | 335        | 422        | −87        | 5      |

#### Groep B
| Datum       | Tijd  | Land             | Score    | Land             |
| ----------- | ----- | ---------------- | -------- | ---------------- |
| 14 augustus | 11:15 | Zuid-Korea       | 54 - 71  | China            |
| 14 augustus | 14:30 | Verenigde Staten | 99 - 47  | Nieuw-Zeeland    |
| 14 augustus | 22:15 | Spanje           | 80 - 78  | Tsjechië         |
| 16 augustus | 9:00  | Nieuw-Zeeland    | 81 - 73  | Zuid-Korea       |
| 16 augustus | 14:30 | Tsjechië         | 61 - 80  | Verenigde Staten |
| 16 augustus | 22:15 | China            | 67 - 75  | Spanje           |
| 18 augustus | 9:00  | China            | 83 - 98  | Tsjechië         |
| 18 augustus | 14:30 | Zuid-Korea       | 57 - 80  | Verenigde Staten |
| 18 augustus | 22:15 | Spanje           | 91 - 57  | Nieuw-Zeeland    |
| 20 augustus | 11:15 | Nieuw-Zeeland    | 79 - 77  | China            |
| 20 augustus | 14:30 | Verenigde Staten | 71 - 58  | Spanje           |
| 20 augustus | 16:45 | Tsjechië         | 97 - 75  | Zuid-Korea       |
| 22 augustus | 9:00  | Nieuw-Zeeland    | 57 - 74  | Tsjechië         |
| 22 augustus | 20:00 | China            | 62 - 100 | Verenigde Staten |
| 22 augustus | 22:15 | Spanje           | 64 - 61  | Zuid-Korea       |

| Groep B |                  |             |             |             |            |            |            |        |
| #       | Land             | Wedstrijden | Wedstrijden | Wedstrijden | Doelpunten | Doelpunten | Doelpunten | Punten |
| #       | Land             | G           | W           | V           | V          | T          | Saldo      | Punten |
| 1       | Verenigde Staten | 5           | 5           | 0           | 430        | 285        | 145        | 10     |
| 2       | Spanje           | 5           | 4           | 1           | 368        | 334        | 34         | 9      |
| 3       | Tsjechië         | 5           | 3           | 2           | 408        | 375        | 33         | 8      |
| 4       | Nieuw-Zeeland    | 5           | 2           | 3           | 321        | 414        | −93        | 7      |
| 5       | China            | 5           | 1           | 4           | 360        | 406        | −46        | 6      |
| 6       | Zuid-Korea       | 5           | 0           | 5           | 320        | 393        | −73        | 5      |

### Kwartfinales
| Datum       | Tijd  | Land             | Score    | Land          |
| ----------- | ----- | ---------------- | -------- | ------------- |
| 25 augustus | 14:30 | Verenigde Staten | 102 - 72 | Griekenland   |
| 25 augustus | 16:45 | Rusland          | 70 - 49  | Tsjechië      |
| 25 augustus | 20:00 | Spanje           | 63 - 67  | Brazilië      |
| 25 augustus | 22:15 | Australië        | 94 - 55  | Nieuw-Zeeland |

### Plaatsingsronde

#### 11e en 12e plaats
| Datum       | Tijd | Land    | Score   | Land       |
| ----------- | ---- | ------- | ------- | ---------- |
| 24 augustus | 9:00 | Nigeria | 68 - 64 | Zuid-Korea |

#### 9e en 10e plaats
| Datum       | Tijd  | Land  | Score   | Land  |
| ----------- | ----- | ----- | ------- | ----- |
| 24 augustus | 11:15 | Japan | 63 - 82 | China |

#### 7e en 8e plaats
| Datum       | Tijd | Land        | Score   | Land          |
| ----------- | ---- | ----------- | ------- | ------------- |
| 27 augustus | 9:00 | Griekenland | 87 - 83 | Nieuw-Zeeland |

#### 5e en 6e plaats
| Datum       | Tijd  | Land     | Score   | Land   |
| ----------- | ----- | -------- | ------- | ------ |
| 27 augustus | 11:15 | Tsjechië | 79 - 68 | Spanje |

### Halve Finales
| Datum       | Tijd  | Land     | Score   | Land             |
| ----------- | ----- | -------- | ------- | ---------------- |
| 27 augustus | 14:30 | Rusland  | 62 - 66 | Verenigde Staten |
| 27 augustus | 16:45 | Brazilië | 75 - 88 | Australië        |

### Bronzen Finale
| Datum       | Tijd  | Land    | Score   | Land     |
| ----------- | ----- | ------- | ------- | -------- |
| 28 augustus | 14:00 | Rusland | 71 - 62 | Brazilië |

### Finale
| Datum       | Tijd  | Land             | Score   | Land      |
| ----------- | ----- | ---------------- | ------- | --------- |
| 28 augustus | 16:15 | Verenigde Staten | 74 - 63 | Australië |

### Eindrangschikking
| Goud | Zilver | Brons | 4 |
| Verenigde Staten Sue Bird Swin Cash Sheryl Swoopes Tamika Catchings Yolanda Griffith Shannon Johnson Lisa Leslie Ruth Riley Dawn Staley Katie Smith Diana Taurasi Tina Thompson                        | Australië Suzy Batkovic Sandy Brondello Trisha Fallon Kristi Harrower Laura Hodges Lauren Jackson Natalie Porter Alicia Poto Belinda Snell Rachael Sporn Penny Taylor Allison Tranquilli                                                            | Rusland Anna Archipova Olga Artesjina Jelena Baranova Diana Goestilina Maria Kalmykova Jelena Karpova Ilona Korstin Irina Osipova Oksana Rachmatoelina Tatjana Sjtsjegoleva Maria Stepanova Natalja Vodopjanova                                             | Brazilië Janeth Arcain Karla Costa Silvia Gustavo Vivian Christina Lopes Helen Luz Iziane Castro Marques Alessandra Oliveira Adriana Pinto Kelly Santos Leila De Souza Sobral Erika Souza Cintia Silva Dos Santos              |
| 5 | 6 | 7 | 8 |
| Tsjechië Irena Borecká Michaela Feranciková Zuzana Gudzaraidza Romana Hamzova Michala Hartigová Hana Horakova Petra Kulichová Michaela Uhrová Ivana Vecerová Jana Veselá Eva Vitecková Ivana Voracková | Spanje Elisa Aguilar Sonia Blanco Bernal Elisabeth Cebrian Scheurer Marta Fernández Marina Ferragut Castillo Maria-Begona Garcia Pinero Rosaura Del Carmen Sanchez Lujan Laia Palau Núria Martínez Lucila Pascua Ingrid Pons Molina Amaya Valdemoro | Griekenland Athena Christoforakis Aikaterini Deli Dimitra Kalentzou Tatiana Kavvadia Sofia Kligkopoulou Anastasia Kostaki Evanthia Maltsi Maria Samoroekova Polymnia Saregkou Eirini Stachtiari Atalanti-Maria Tasouli Eleni Vasileiou                      | Nieuw-Zeeland Megan Helen Compain Rebecca Christina Cotton Sally Ann Farmer Gina Maria Farmer Aneka Kerr Donna Gaye Loffhagen Angela Marino Julie Gail Ofsoski Jody Hinemoa Tania Maria Tupu Leanne Frances Walker Kim Wielens |
| 9 | 10 | 11 | 12 |
| China Lan Bian Luyun Chen Nan Chen Xiaotao Hu Lijie Miao Wei Pan Lei Ren Xiaoyun Song Feifei Sui Ling Wang Li Ye Fan Zhang                                                                             | Japan Maki Eguchi Hiromi Kawabata Noriko Koiso Mari Konno Kaori Kusuda Mutsuko Nagata Yuko Oga Taeko Oyama Masami Tachikawa Natsumi Yabuuchi Ryoko Yano Naomi Yashiro                                                                               | Nigeria Mobolaji Iyabode Akiode Mactabene Amachree Joanne Onyinyecukwu Aluka Nguveren Iyvorhe Aisha Mohammed Juliana Ojoshogu Negedu Linda Chinwe Ogugua Ugochukwu Henrietta Oha Taiwo Fausat Rafiu Rashidat Odun Sadiq Mfon Sunday Udoka Itoro Asugui Umoh | Zuid-Korea Beon Yeon-ha Cho Hey-Jin Hong Hyun-hee Hur Yoon-ja Jung Mi-ran Kang Ji-suk Kim Ji-hyun Kim Ji-yoon Kim Kwe-Ryong Kim Yeong-ok Lee Jong-ae Lee Mi-sun Park Jung-eun                                                  |

## Medaillespiegel
| Plaats | Land             | NOC    | Goud | Zilver | Brons | Totaal |
| ------ | ---------------- | ------ | ---- | ------ | ----- | ------ |
| 1      | Verenigde Staten | USA    | 1    | 0      | 1     | 2      |
| 2      | Argentinië       | ARG    | 1    | 0      | 0     | 1      |
| 4      | Italië           | ITA    | 0    | 1      | 0     | 1      |
| 4      | Australië        | AUS    | 0    | 1      | 0     | 1      |
| 5      | Rusland          | RUS    | 0    | 0      | 1     | 1      |
| Totaal | Totaal           | Totaal | 2    | 2      | 2     | 6      |

St. Louis 1904 · Berlijn 1936 · Londen 1948 · Helsinki 1952 · Melbourne 1956 · Rome 1960 · Tokio 1964 · Mexico-Stad 1968 · München 1972 · Montréal 1976 · Moskou 1980 · Los Angeles 1984 · Seoel 1988 · Barcelona 1992 · Atlanta 1996 · Sydney 2000 · Athene 2004 · Peking 2008 · Londen 2012 · Rio de Janeiro 2016 · Tokio 2020 · Parijs 2024 · Los Angeles 2028
Medaillewinnaars 
Atletiek · Badminton · Basketbal · Boksen · Boogschieten · Gewichtheffen · Gymnastiek · Handbal · Hockey · Honkbal · Judo · Kanovaren · Moderne vijfkamp · Paardensport · Roeien · Schermen · Schietsport · Schoonspringen · Softbal · Synchroonzwemmen · Taekwondo · Tafeltennis · Tennis · Triatlon · Voetbal · Volleybal · Waterpolo · Wielersport · Worstelen · Zeilen · Zwemmen